# جو جريفاسي
جو جريفاسي (بالإنجليزية: Joe Grifasi)‏ مواليد 14 يونيو 1944 في بوفالو، الولايات المتحدة، هو ممثل أمريكي بدأ مسيرته الفنية سنة 1977.

## الأعمال
- صائد الغزلان
- مجذوبة القمر
- السلاح العاري: من ملفات فرقة الشرطة!
- قتلة بالفطرة
- باتمان للأبد
- موني ترين
- 13 أصبحت 30

## روابط خارجية
- جو جريفاسي على موقع IMDb (الإنجليزية)
- جو جريفاسي على موقع ألو سيني (الفرنسية)
- جو جريفاسي على موقع أول موفي (الإنجليزية)
- جو جريفاسي على موقع قاعدة بيانات برودواي على الإنترنت (الإنجليزية)
- جو جريفاسي على موقع قاعدة بيانات الأفلام السويدية (السويدية)
- جو جريفاسي على موقع إن إن دي بي (الإنجليزية)
- جو جريفاسي على موقع قاعدة بيانات الفيلم (الإنجليزية)
- جو جريفاسي على موقع كينوبويسك (الروسية)